# Histoires et Légendes
Histoires et Légendes est une collection de bandes dessinées des Éditions du Lombard. Cette collection est actuellement arrêtée.

## Albums publiés
- Les Huit Jours du diable, 1983
Scénario et dessin : Didier Convard
- À l’ombre des dieux, 1986
Scénario : Didier Convard - Dessin et couleurs : Sonk
- Le 9e Jour du diable, 1986
Scénario et dessin : Didier Convard
- À la recherche de Peter Pan, 1984
Scénario et dessin : Cosey
- Isabelle
Scénario et dessin : Jean-Claude Servais
- La Tchalette
Scénario et dessin : Jean-Claude Servais
- L'Ombre du corbeau
Scénario et dessin : Comès
- Histoire sans héros
Scénario : Jean Van Hamme - Dessin : Dany
- Derrière la haie de bambous
Scénario et dessin : Vink
- La Caverne du souvenir
Scénario et dessin : Andreas
- Raffington Event
Scénario et dessin : Andreas
- Les Yeux du marais - contes et sortilèges du Moyen Âge
Scénario et dessin : Marc-Renier
- Le Cri du faucon
Scénario et dessin : Marc-Renier
- La Danse de l’ours, 1989
Scénario et dessin : Marc-Renier
- Yvanaëlle, la Dame de Mordorez
Scénario et dessin : Michel Weyland
- L’Homme qui croyait à la Californie, 1987
Scénario : Christian Godard - Dessin : Derib
- Les Perdus de l’Empire, 1990
Scénario : Franz - Dessin : Éric

## Séries publiées
Wen
- Tome 1, 1983
Scénario : Jacques Stoquart - Dessin : Éric
- Tome 2, 1984
Scénario : Jacques Stoquart - Dessin : Éric

Celui-qui-est-né-deux-fois
- 1 Pluie d’orage
Scénario et dessin : Derib
- 2 La Danse du soleil
Scénario et dessin : Derib
- 3 L’Arbre de vie
Scénario et dessin : Derib

Rork
- 1 Fragments
Scénario et dessin : Andreas
- 2 Passages
Scénario et dessin : Andreas